# Даценко, Иван Иванович
Иван Иванович Даценко (укр. Іва́н Іва́нович Даце́нко, 29 ноября 1918 года, Чернечий Яр, Полтавская губерния, Украинская держава — 19 апреля 1944 года, район Львова) — заместитель командира авиационной эскадрильи 10-го гвардейского авиационного полка 3-й гвардейской авиационной Днепропетровской дивизии дальнего действия, гвардии капитан, Герой Советского Союза.

## Биография
Родился в семье представителей казачьего сословия Полтавской губернии, согласно законодательству УССР записан как украинец. Учился в неполной средней школе села Великие Будища. В 1937 году окончил Писаревщинский зооветеринарный техникум.
В сентябре 1937 года призван в ряды Красной Армии. В 1940 году вступил в ВКП(б), окончил Чкаловскую военную авиационную школу лётчиков.
С 22 июня 1941 года — в боях Великой Отечественной войны. Совершал бомбардировки военно-промышленных объектов в глубоком тылу гитлеровской Германии.
Принимал участие в Сталинградской битве. 22 июня 1942 года звено под командованием И. И. Даценко уничтожило вражеский аэродром в районе Орла. В конце боя самолёт И. И. Даценко был сбит, загорелся. Лётчик направил самолёт к линии фронта, сделал всё, чтобы спасти экипаж, и последним покинул горящий самолёт. 26 июня 1942 года И. И. Даценко получил тяжёлое ранение в ногу.
К августу 1943 года на счету И. И. Даценко было 213 боевых вылетов на бомбардировку военно-промышленных объектов и войск противника. Указом Президиума Верховного Совета СССР от 18 сентября 1943 года ему было присвоено звание Героя Советского Союза с вручением ордена Ленина и медали «Золотая Звезда».
19 апреля 1944 года при бомбардировке железнодорожной станции Львов-2 самолёт И. И. Даценко был сбит, его штурман Г. И. Безобразов, радист Светлов, нач.политотдела Завирохин погибли.
В донесении отдела кадров 3 Гвардейской авиационной дивизии Дальнего Действия в Управление кадров НКО от 09.05.1944 г. № 0364 указано, что зам. командира АЭ И. И. Даценко, штурман звена Г. И. Безобразов, а также зам. нач. политотдела Н. А. Завирохин не вернулись с боевого задания в ночь на 19.04.1944 г.. Приказом от 17.06.1944 г. № 01957 Главного управления кадров Народного комиссариата обороны СССР И. И. Даценко был исключен из списков Красной Армии.

## После войны
В книге «За отвагу и мужество», указывалось, что в последнем полёте 18 апреля 1944 И. И. Даценко погиб.
Сайт «Герои страны» сообщает, что 19 апреля 1944 года экипаж в составе командира звена И. И. Даценко и штурмана Г. И. Безобразова вылетел на бомбардировку железнодорожной станции Львов-2, на которой сосредоточилось много живой силы и техники противника. Самолёт был сбит и упал на вражеской территории. Достоверных сведений о судьбе экипажа нет..
Из материалов интервью Махмуда Эсамбаева и телепередач 2001—2003 годов программы «Жди меня», изложенных в статье Валерия Аникеенко, следует, что И. И. Даценко находился в плену до 1945 года, после окончания войны оказался в Канаде, где и умер. Дата смерти точно не установлена. Существуют, однако, сомнения в данной версии.

## Неофициальная биография
Однополчанин Даценко Александр Вячеславович Щербаков посвятил более десяти лет изучению фактов его биографии. Согласно его мнению, Даценко не погиб 19 апреля 1944 года, а смог выжить после подбития самолёта и попал в плен. По словам Щербакова, во время работы над биографией Даценко он нашёл показания, что советский лётчик дважды попадал в немецкий плен, некоторое время, скрываясь после побега, находился в партизанском отряде на территории Польши, а в конце войны его видели в Берлине. Далее следы его теряются, но в конце концов он оказался в Канаде. По другой версии, которой придерживался кандидат исторических наук В. М. Семёнов, после побега из немецкого плена Даценко, скорее всего, оказался в американской зоне оккупации Германии, а оттуда с потоком беженцев попал в Канаду.
В фильме «Тот, кто прошёл сквозь огонь», прототипом главного героя которого является Даценко, озвучивается продолжение легенды, согласно которой Даценко в Канаде был избран вождём местного индейского племени могавков, входившего в ирокезский племенной союз.

## Награды
- Медаль «Золотая Звезда» Героя Советского Союза (№ 1733, 18.09.1943).
- Орден Ленина.
- Орден Красного Знамени (31.12.1942).
- Медаль «За оборону Сталинграда» (22.12.1942).
- Медали.